# Порт-Лайонс (Аляска)
Порт-Лайонс (англ. Port Lions, алют. Masiqsirraq) — город, расположенный в боро Кадьяк-Айленд (штат Аляска, США) с населением в 194 человека по статистическим данным переписи 2010 года.

## География

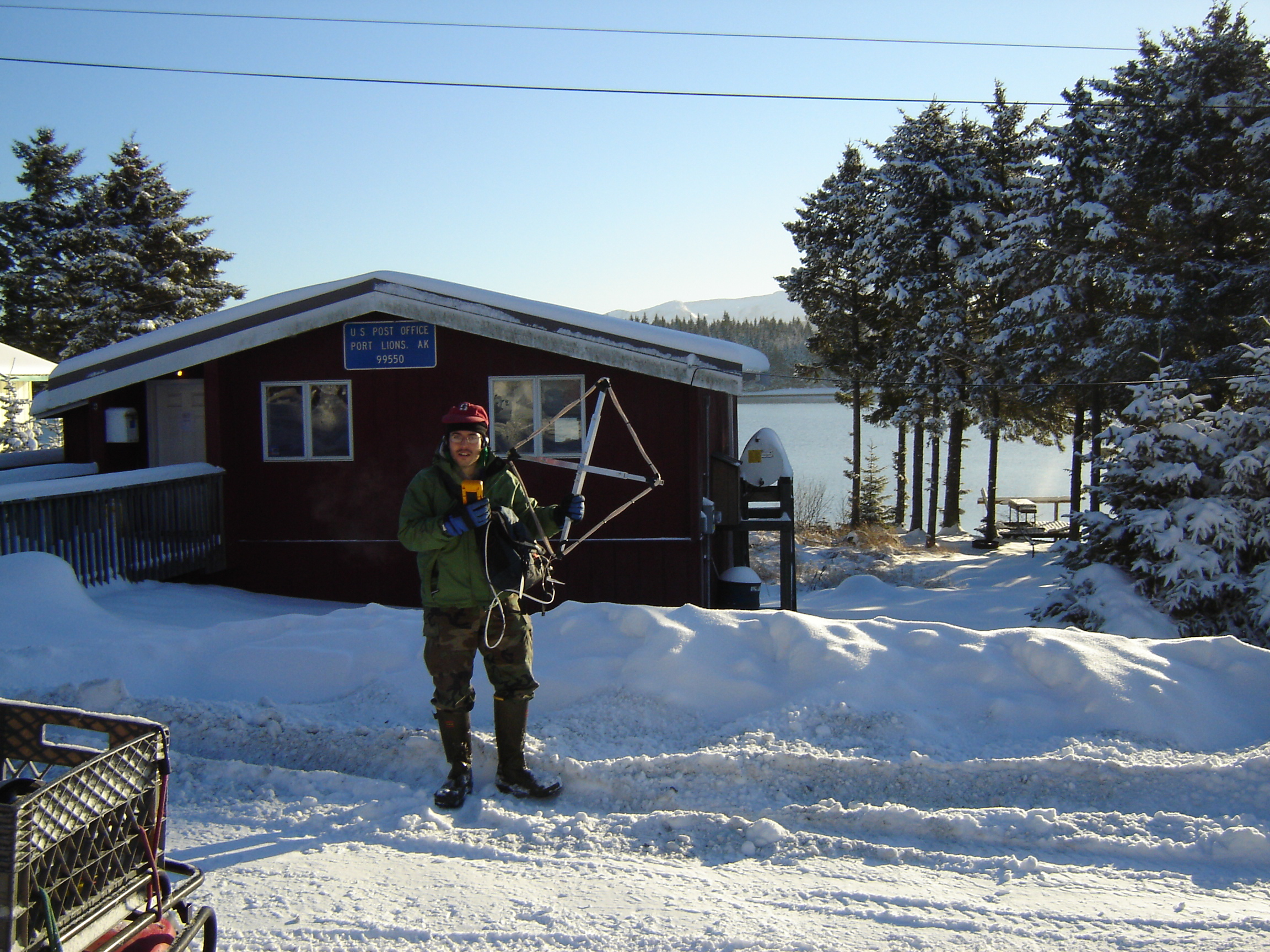
Почтовое отделение в Порт-Лайонс.

По данным Бюро переписи населения США город Порт-Лайонс имеет общую площадь в 26,16 км², из которых 16,32 км² занимает суша и 9,58 км² — вода. Площадь водных ресурсов города составляет 36,62 % от всей его площади.
Город Порт-Лайонс расположен на высоте 34 метра над уровнем моря.

## Демография
По данным переписи населения 2000 года в Порт-Лайонс проживало 256 человека, 76 семей, насчитывалось 89 домашних хозяйств и 106 жилых домов. Средняя плотность населения составляла около 6,4 человека на один квадратный километр. Расовый состав Порт-Лайонс по данным переписи распределился следующим образом: 34,77 % белых, 63,28 % — коренных американцев, 1,95 % — представителей смешанных рас.
Испаноговорящие составили 1,95 % от всех жителей города.
Из 89 домашних хозяйств в 44,9 % — воспитывали детей в возрасте до 18 лет, 74,2 % представляли собой совместно проживающие супружеские пары, в 7,9 % семей женщины проживали без мужей, 14,6 % не имели семей. 13,5 % от общего числа семей на момент переписи жили самостоятельно, при этом 4,5 % составили одинокие пожилые люди в возрасте 65 лет и старше. Средний размер домашнего хозяйства составил 2,88 человек, а средний размер семьи — 3,11 человек.
Население города по возрастному диапазону по данным переписи 2000 года распределилось следующим образом: 33,2 % — жители младше 18 лет, 3,9 % — между 18 и 24 годами, 29,7 % — от 25 до 44 лет, 26,2 % — от 45 до 64 лет и 7 % — в возрасте 65 лет и старше. Средний возраст жителей составил 36 лет. На каждые 100 женщин в Порт-Лайонс приходилось 113,3 мужчин, при этом на каждые сто женщин 18 лет и старше приходилось 106 мужчин также старше 18 лет.
Средний доход на одно домашнее хозяйство в городе составил 39 107 долларов США, а средний доход на одну семью — 42 656 долларов. При этом мужчины имели средний доход в 41 250 долларов США в год против 30 625 долларов среднегодового дохода у женщин. Доход на душу населения в городе составил 17 492 доллара в год. 12,7 % от всего числа семей в городе и 12,1 % от всей численности населения находилось на момент переписи населения за чертой бедности, при этом из них были моложе 18 лет и 10,7 % — в возрасте 65 лет и старше.